# Yasushi Ishii
Yasushi Ishii (石井 妥師, Ishii Yasushi, 10 de março de 1970) é um compositor e dublador, nascido em Utsunomiya, Província de Tochigi, Japão. Ishii é um músico especializado em rock experimental, acid, clássico e hard rock. Ele é conhecido por seu trabalho como compositor de trilhas sonoras originais de anime. Ele compôs e gravou as músicas do anime Hellsing, lançado as músicas em duas trilhas sonoras separadas. Além disso, ele emprestou sua voz para o Intelligencer no jogo Chaos Legion.
Em 1991, ele estreou como compositor pela Epic Records Japan, compondo para Misato Watanabe, Takashi Utsunomiya, e entrando em uma turnê com a banda T.utu with the Band. Foi nesta época que Ishii mudou a escrita de seu nome de 恭史 para 妥師, embora a pronúncia tenha permanecido a mesma. Em 1994, a T.utu lançou seu primeiro álbum, e Utsunomiya, um dos membros da banda, saiu para formar outra banda chamada Boyo-Bozo, na qual Ishii também ajudou a compor. Após o fim da Boyo-Bozo, Ishii compôs músicas para numerosos artistas, tais como Lazy Knack, Tomoe Shinohara, Masayuki Suzuki, e V6. Ele também ajudou a produzir o álbum Liquid Sun de Naoto Kine, o primeiro álbum de Crystal Kay C. L. L. Crystal Lover Light, e o single "Siren’s Melody" de Daisuke Asakura. Ele compôs também a trilha sonora de Darker Than Black: Ryusei no Gemini.

## Discografia
- Hellsing OST
- Logos Naki World